# Ordre du Combat pour l’indépendance (Maroc)
L'Ordre du Combat pour l’indépendance (en arabe : Wissam Al-Istiqlal) est un wissam royal, ordre honorifique dont les distinctions sont décidées et décernées par le roi du Maroc à des personnes s'étant distinguées pour actes durant l’indépendance du pays.

## Insigne
La médaille d’or est en forme d’étoile à huit branches de 42 mm de diamètre. Elle se porte sur le côté gauche de la poitrine. 